# Sin identidad
Sin identidad (anteriorment Robada) va ser una sèrie de televisió espanyola de drama i suspens d'Antena 3, produïda per Diagonal TV que va ser estrenada el 13 de maig de 2014 i va acabar el 8 de juliol de 2015.

## Sinopsi
María Fuentes, després d'escapar d'una presó xinesa, va estar espiant a la seva suposada família a Madrid, quan descobreix que va ser una nena comprada, sense conèixer la seva veritable identitat. Mostrant el seu orquestrat retorn (fingint amnèsia), es fa un salt de 10 anys en el futur per a mostrar els fruits de la seva esperada venjança contra els seus pares i el seu oncle, als qui culpa d'haver intentat desfer-se d'ella quan es va assabentar que ells l'havien comprat quan era encara un bebè.

## Repartiment[3][4]

### 1a temporada

#### Repartiment principal
- Megan Montaner - María Fuentes Vergel/María Duque Expósito/Mercedes Dantés Petrova
- Verónica Sánchez - Amparo Duque Expósito (Capítol 2 - Capítol 9)
- Eloy Azorín - Pablo López Redondo
- Daniel Grao - Juan Prados Farrés
- Miguel Ángel Muñoz - Bruno Vergel Paso
- Tito Valverde - Enrique Vergel Artero
- Cristina de Inza - Eugenia Mesa †
- Jordi Rebellón - Francisco José Fuentes Celaya
- Lydia Bosch - Luisa Vergel Artero
- Antonio Hortelano - Francisco «Curro» González Torres (Capítol 2 - Capítol 9)
- Luis Mottola - Claudio Baffi «Roberto» † (Episodi 2 - Episodi 6)
- Joseba Apaolaza - Alfredo Palomar (Episodi 2 - Episodi 6)
- Elvira Mínguez - Sor Antonia (Episodi 1 - Episodi 6)

##### Col·laboració especial de
- Amparo Valle - Micaela (Capítol 1 - Capítol 6)
- Victoria Abril como Fernanda Duque Expósito † (Capítol 2 - Capítol 7)

#### Repartiment recurrente
- Marisol Membrillo - Trinidad "Trini" (Capítol 2 - Capítol 5; Capítol 7 - Capítol 8)
- Agnes Kiraly - Irina Petrova † (Capítol 1 - Capítol 4)
- Luismi Astorga - Carlos López Redondo
- Hamid Krim - Salim Ahmed
- Begoña Maestre - Lucía
- Javier Ballesteros - Jorge Vergel
- Teresa Arbolí - Manuela Carmen de Luna (Capítol 1 - Capítol 2)
- Toni Martínez - Néstor
- Julio Vélez - Nico

### 2a temporada

#### Repartiment principal
- Megan Montaner - María Fuentes Vergel/María Duque Expósito "Mercedes Dantés Petrova"
- Verónica Sánchez - Amparo Duque Expósito
- Miguel Ángel Muñoz - Bruno Vergel Paso † (Capítol 1 - Capítol 13)
- Daniel Grao - Juan Prados Farrés † (Capítol 1 - Capítol 13)
- Eloy Azorín - Pablo López Redondo
- Tito Valverde - Enrique Vergel Artero/Alberto Betancourt Piñero †
- Jordi Rebellón - Francisco José Fuentes Celaya † (Capítol 1 - Capítol 6)
- Lydia Bosch - Luisa Vergel Artero
- Antonio Hortelano - Francisco «Curro» González Torres † (Capítol 1; Capítol 4)
- Raúl Prieto - Álex Barral †
- Silvia Alonso - Helena López Prats (Capítol 1 - Capítol 12)
- Andrea del Río - Eva (Capítol 1 - Capítol 6)
- Àgata Roca - Blanca Marín † (Capítol 1 - Capítol 6)
- Mateo Jalón - Enrique «Quique» Vergel Duque
- Sara Casasnovas - Marta Ibarguren "Mercedes Dantés Petrova" † (Capítol 5; Capítol 11)
- Ariadna Polanco - María Fuentes Marín
- Luismi Astorga - Carlos López Redondo
- Diana Palazón - Belén (Episodi 8 - Episodi 13)
- Jordi Díaz - Muñoz (Episodi 7 - Episodi 14)
- Jarek Bielsky - Klaus Heffner (Episodi 8 - Episodi 10)
- Bárbara Mestanza - Ana Rodríguez Perea (Episodi 8 - Episodi 10)

##### Col·laboració especial
- Luis Fernando Alvés - Alberto (Capítol 1)
- Mar Regueras - Miriam Prats (Episodi 1 - Episodi 11)
- Victoria Abril - Fernanda Duque Expósito † (Episodi 2; Episodi 13)

#### Repartiment recurrente
- Marisol Membrillo - Trinidad "Trini" (Capítol 2; Capítol 5)
- Irene Arcos - Conchi
- Isabel Ampudia - Carmen Perea Bermejo "Carmina Pérez Baselga" †
- Eugenio Barona - Javier Pérez Larena
- María Pau Pigem - Silvia Aguilar
- Agustín Ruiz - Tomás Retuerta
- Victoria dal Vera - Alicia
- Mario Plágaro - Joaquín "Ximo"
- Pepa Pedroche - Cayetana

## Episodis i audiències
| Temp. | Temp. | Capítols | Estrena            | Final                | Audiència mitjana | Audiència mitjana | Audiència mitjana |
| Temp. | Temp. | Capítols | Estrena            | Final                | Espectadores      | Quota             |                   |
| ----- | ----- | -------- | ------------------ | -------------------- | ----------------- | ----------------- | ----------------- |
|       | 1     | 9        | 13 de maig de 2014 | 10 de juliol de 2014 | 3 598 000         | 20,1%             |                   |
|       | 2     | 14       | 8 d'abril de 2015  | 8 de juliol de 2015  | 2 499 000         | 14,5%             |                   |
| Total | Total | 23       | 2014               | 2015                 | 3 049 000         | 17,3%             |                   |

### Primera temporada (2014)
| N.º (serie) | N.º (temp.) | Títol                                | Director(s)                       | Guionista(s)                                                           | Data d'emissió       | Audiència         |
| ----------- | ----------- | ------------------------------------ | --------------------------------- | ---------------------------------------------------------------------- | -------------------- | ----------------- |
| 1           | 1           | «Mitad i mitad»                      | Joan Noguera                      | Sergi Belbel, Cristina Clemente i Jordi Vallejo                        | 13 de maig de 2014   | 4.931.000 (25,7%) |
| 2           | 2           | «La solución a mis problemas»        | Joan Noguera i Kiko Ruiz Claverol | Sergi Belbel, Cristina Clemente i Jordi Vallejo                        | 20 de maig de 2014   | 3.948.000 (21,4%) |
| 3           | 3           | «Una luz al final del túnel»         | Kiko Ruiz Claverol                | Sergi Belbel, Cristina Clemente, Jordi Vallejo i Gisela Pou            | 27 de maig de 2014   | 3.494.000 (18,5%) |
| 4           | 4           | «El enemigo en casa»                 | Jorge Torregrossa                 | Sergi Belbel, Cristina Clemente i Gisela Pou                           | 3 de juny de 2014    | 3.553.000 (19,3%) |
| 5           | 5           | «Mi otra vida»                       | Jorge Torregrossa                 | Sergi Belbel, Cristina Clemente i Gisela Pou                           | 10 de juny de 2014   | 3.591.000 (19,9%) |
| 6           | 6           | «La sombra del diablo»               | Kiko Ruiz Claverol                | Manuel Ríos San Martín, Mónica Martín-Grande i Cristina Clemente       | 17 de juny de 2014   | 3 555 000 (20,7%) |
| 7           | 7           | «Excusatio non petita»               | Kiko Ruiz Claverol                | Manuel Ríos San Martín, Mónica Martín-Grande i Cristina Clemente       | 24 de juny de 2014   | 3.144.000 (17,1%) |
| 8           | 8           | «Alfiles i peones sin reina»         | Joan Noguera                      | Manuel Ríos San Martín, Mónica Martín-Grande i Cristina Clemente       | 3 de juliol de 2014  | 3.272.000 (19,8%) |
| 9           | 9           | «Mañana, cuando la venganza empiece» | Joan Noguera                      | Manuel Ríos San Martín, Ramón Tarrés, Sergi Belbel i Cristina Clemente | 10 de juliol de 2014 | 2.893.000 (18,8%) |

### Segona temporada (2015)
| N.º (serie) | N.º (temp.) | Títol                                           | Director(s)                       | Guionista(s)                                  | Data d'emissió      | Audiència         |
| ----------- | ----------- | ----------------------------------------------- | --------------------------------- | --------------------------------------------- | ------------------- | ----------------- |
| 10          | 1           | «He vuelto para vengarme»                       | Joan Noguera                      | Manuel Ríos San Martín                        | 8 d'abril de 2015   | 3 322 000 (18,8%) |
| 11          | 2           | «La venganza desde dentro»                      | Kiko Ruiz Claverol                | Mónica Martín-Grande i Ramón Tarrés           | 15 d'abril de 2015  | 2 970 000 (16,7%) |
| 12          | 3           | «Me da miedo dormir»                            | Jorge Torregrossa                 | Manuel Ríos San Martín i Ramón Tarrés         | 22 d'abril de 2015  | 2 896 000 (15,9%) |
| 13          | 4           | «Que no encuentren a Mercedes Dantés»           | Gracia Querejeta                  | Manuel Ríos San Martín i Ramón Tarrés         | 29 d'abril de 2015  | 2 619 000 (14,1%) |
| 14          | 5           | «Gánate su confianza»                           | Joan Noguera                      | Manuel Ríos San Martín i Tatiana Rodríguez    | 6 de maig de 2015   | 2 495 000 (13,7%) |
| 15          | 6           | «Yo participé en el asesinato de María Fuentes» | Kiko Ruiz Claverol                | Manuel Ríos San Martín i Mónica Martín-Grande | 13 de maig de 2015  | 2 474 000 (14,1%) |
| 16          | 7           | «Enrique, voy a por ti»                         | Jorge Torregrossa                 | Manuel Ríos San Martín i Ramón Tarrés         | 20 de maig de 2015  | 2 444 000 (13,7%) |
| 17          | 8           | «Soy feliz»                                     | Gracia Querejeta                  | Manuel Ríos San Martín i Tatiana Rodríguez    | 27 de maig de 2015  | 2 280 000 (13,3%) |
| 18          | 9           | «La verdad sobre Heffner»                       | Joan Noguera                      | Manuel Ríos San Martín i Mónica Martín-Grande | 3 de juny de 2015   | 2 174 000 (12,6%) |
| 19          | 10          | «El Congreso es un fraude»                      | Kiko Ruiz Claverol                | Manuel Ríos San Martín i Ramón Tarrés         | 10 de juny de 2015  | 2 253 000 (12,5%) |
| 20          | 11          | «Yo sé quién es Mercedes Dantes»                | Iñaki Peñafiel                    | Manuel Ríos San Martín i Mónica Martín-Grande | 17 de juny de 2015  | 2 182 000 (12,0%) |
| 21          | 12          | «Del amor al odio»                              | Joan Noguera                      | Manuel Ríos San Martín i Tatiana Rodríguez    | 24 de juny de 2015  | 2 126 000 (13,0%) |
| 22          | 13          | «En tres días terminará todo»                   | Kiko Ruiz Claverol                | Manuel Ríos San Martín i Ramón Tarrés         | 1 de juliol de 2015 | 2 316 000 (15,4%) |
| 23          | 14          | «Solo puede quedar uno»                         | Joan Noguera i Kiko Ruiz Claverol | Manuel Ríos San Martín i Mónica Martín-Grande | 8 de juliol de 2015 | 2 439 000 (17,8%) |

## Premis i nominacions
Premis Iris
| Any  | Categoria                  | Premiat        | Resultat |
| ---- | -------------------------- | -------------- | -------- |
| 2014 | Millor actriu de televisió | Victoria Abril | Nominada |

Premis de la Unión de Actores
| Any  | Categoria                                 | Premiat          | Resultat   |
| ---- | ----------------------------------------- | ---------------- | ---------- |
| 2015 | Millor actriu protagonista de televisió   | Megan Montaner   | Nominada   |
| 2015 | Millor actor protagonista de televisió    | Eloy Azorín      | Nominat    |
| 2015 | Millor actriu secundària de televisió     | Victoria Abril   | Guanyadora |
| 2015 | Millor actriu secundària de televisió     | Verónica Sánchez | Nominada   |
| 2015 | Millor actriu de repartiment de televisió | Elvira Mínguez   | Guanyadora |

Premis EñE
| Any  | Categoria                                               | Premiat                          | Resultat   |
| ---- | ------------------------------------------------------- | -------------------------------- | ---------- |
| 2014 | Millor sèrie ficció de televisió                        | Millor sèrie ficció de televisió | Nominada   |
| 2014 | Millor direcció en ficció de televisió                  | Joan Noguera                     | Nominat    |
| 2014 | Millor interpretació femenina protagonista de televisió | Megan Montaner                   | Nominada   |
| 2014 | Millor interpretació masculina secundària de televisió  | Eloy Azorín                      | Nominat    |
| 2014 | Millor interpretació femenina secundària de televisió   | Verónica Sánchez                 | Nominada   |
| 2015 | Millor interpretació femenina protagonista de televisió | Megan Montaner                   | Guanyadora |
| 2015 | Millor interpretació masculina secundària de televisió  | Eloy Azorín                      | Nominat    |
| 2015 | Millor interpretació masculina secundària de televisió  | Tito Valverde                    | Guanyador  |
| 2015 | Millor interpretació femenina secundària de televisió   | Lydia Bosch                      | Nominada   |
| 2015 | Millor interpretació femenina secundària de televisió   | Verónica Sánchez                 | Nominada   |
| 2015 | Millor casting o elenc                                  | Millor casting o elenc           | Guanyadora |

Premis Neox Fan Awards
| Any  | Categoria                  | Premiat                      | Resultat |
| ---- | -------------------------- | ---------------------------- | -------- |
| 2014 | Millor Sèrie               | Sin Identidad                | Nominada |
| 2014 | Millor actriu Protagonista | Megan Montaner               | Nominada |
| 2014 | Millor actriu Protagonista | Verónica Sánchez             | Nominada |
| 2014 | Millor Actor Protagonista  | Daniel Grao                  | Nominat  |
| 2014 | Millor Actor Protagonista  | Miguel Ángel Muñoz           | Nominat  |
| 2014 | Millor Petó                | Megan Montaner i Daniel Grao | Nominat  |

## Transmissió a l'estranger
Posposada en els canals que no emetin en castellà fins que s'adapti al seu idioma, excepte Canale 5 ja que ha estat adaptada a l'Italià.
- Itàlia: Canale 5
- Estats Units: Telemundo (en castellà)
- Xile: TVN / Chilevisión
- Mèxic: TV Azteca (abans) / Cadenatres
- República Dominicana: Telesistema
- Veneçuela: Televen
- Colòmbia: Caracol Televisión
- Canadà: Radio Canada
- El Salvador: Telecorporación Salvadoreña
- Hondures: VTV Canal 9
- Perú: ATV
- Argentina: TV Pública / Telefe / América 2
- Brasil: Rede Globo
- Paraguai: SNT i Red Guaraní
- Antena 3 Internacional / Atreseries Internacional
- Espanya: Antena 3 / Nova
- Polònia: TVP1

## Repartiment
1. ↑  Redacción. «'Robada' de Antena 3 cambia de nombre».  Vertele!, 12-02-2014. Arxivat de l'original el 2018-05-09. [Consulta: 3 desembre 2014].
2. 1 2  ; López, Tony «Antena 3 cumple 25 años: recordamos 25 series que han marcado su historia (parte 2)». Noxvo Editorial [Madrid], 31-01-2015 [Consulta: 31 gener 2015].
3. ↑  Redondo, David. «Antena 3 estrena 'Sin Identidad', una nueva serie con un elenco de cine».  Grupo PRISA, 13-05-2014. [Consulta: 3 desembre 2014].
4. ↑  Redacción. «Lydia Bosch, Eloy Azorín, Antonio Hortelano y Elvira Mínguez, en el reparto de 'Robada'».   Noxvo Editorial, 04-11-2013. [Consulta: 3 desembre 2014].
5. ↑  Redacción. «Antena 3, a vengarse de 'El Príncipe' con su nueva serie 'Sin identidad': “Hemos creado expectación”».  Vertele!, 12-05-2014. Arxivat de l'original el 16 de juny de 2014. [Consulta: 3 desembre 2014].
6. ↑  Redondo, David. «Antena 3 ya trabaja en la segunda temporada de 'Sin identidad'».  Grupo PRISA, 19-06-2014. [Consulta: 3 desembre 2014].
7. 1 2  Audiencias de 'Sin Identidad'
8. ↑  Redacción. «Antena 3 cambia de día 'Sin identidad' para evitar el Mundial en Telecinco».   Lavinia Editorial, 27-06-2014. Arxivat de l'original el 2014-09-18. [Consulta: 3 desembre 2014].
9. ↑  «'Sin Identidad' de Antena 3 triunfa en Mediaset Italia: así doblan a Megan Montaner». Arxivat de l'original el 2015-09-17. [Consulta: 22 febrer 2020].